# Norwegischer Fußballpokal der Männer 1930
Der norwegische Fußballpokal 1930 (kurz auch NM-Cup 1930 genannt) war die 29. Austragung des Fußballpokalwettbewerbs der Männer. Pokalsieger wurde FK Ørn. Das Team setzte sich im Finale gegen Drammens BK durch. Für Ørn war es das fünfte Finale in Folge.

## 1. Runde
| Datum      |                        | Ergebnis  |                       |
| ---------- | ---------------------- | --------- | --------------------- |
| 10.08.1930 | IL Blink               | 00:10     | FK Kvik Trondheim     |
|            | SK Brage               | 6:1       | IL Braatt             |
|            | Brann Bergen           | 8:0       | FBK Voss              |
|            | SK Djerv               | 5:0       | Ny-Solheim IL         |
|            | FK Donn                | 1:2 n. V. | FK Vigør              |
|            | Drammens BK            | 7:1       | Fossekallen IL        |
|            | Eidsvold IF            | 3:1       | Raufoss IL            |
|            | Eiker SBK              | 3:2 n. V. | Rjukan IL             |
|            | Eydehavn IF            | 0:3       | Start Kristiansand    |
|            | Flekkefjord FK         | 6:0       | FK Mandalskameratene  |
|            | Fram Larvik            | 4:0       | Ulefoss SF            |
|            | FK Fremad Lillehammer  | 1:5       | Vardal IF             |
|            | Geithus IL             | 0:2       | Larvik Turn           |
|            | FK Lyn                 | 12:00     | Ullensaker IL         |
|            | Grane SK Sandvika      | 0:3       | Tønsbergs TF          |
|            | Grue IL                | 1:0       | Nybergsund IL         |
|            | IF Gråbein             | 2:3       | SBK Drafn             |
|            | Haga IF                | 2:5       | Bøn FK                |
|            | Hamar IL               | 7:1       | IL Bergmann           |
|            | Hasle FK               | 0:5       | Vålerenga Oslo        |
|            | Holmestrand IF         | 4:1       | IF Fremad Filtvedt    |
|            | Hølen IK               | 0:8       | Kvik Halden FK        |
|            | Høyanger IF            | 1:3       | SK Hardy              |
|            | Jevnaker IF            | 2:3       | Strømsgodset IF       |
|            | Kapp IF                | 3:2       | Eidsvold Turn         |
|            | Kongsberg IF           | 0:1       | Urædd FK              |
|            | Kongsvinger IL         | 1:0       | Hof IL                |
|            | Kristiansund FK        | 1:4       | Aalesunds FK          |
|            | Kråkstad IL            | 1:8       | Selbak TIF            |
|            | Lillestrøm SK          | 3:0       | Fram IL Brumunddal    |
|            | Lisleby FK             | 11:00     | Nordstrand IF         |
|            | IF Liv                 | 3:0       | SFK Lyn Oslo          |
|            | Minde IL               | 5:1       | SK Ulabrand           |
|            | Mjøndalen IF           | 5:1       | Berger IL             |
|            | Moss FK                | 7:1       | Drøbak IF             |
|            | Namsos IL              | 7:1       | Harran IL             |
|            | Neset FK               | 1:1 n. V. | IL Sverre             |
|            | FK Norrøna             | 01:12     | Fredrikstad FK        |
|            | Orkanger IF            | 4:3       | SK Freidig            |
|            | IF Pors                | 4:1       | IK Grane Arendal      |
|            | Ranheim IL             | 6:0       | SK Nationalkameratene |
|            | SK Rapp                | 5:4       | Strinda IL            |
|            | SK Rollon              | 7:0       | Molde FK              |
|            | Roy IL                 | 0:3       | SK Falk Horten        |
|            | Sandefjord BK          | 2:8       | SK Gjøa               |
|            | Sarpsborg FK           | 8:0       | Lierfoss FK           |
|            | IL Skade               | 1:3       | Odds BK               |
|            | Skeid Oslo             | 4:0       | Lillestrøm-Kameratene |
|            | Ski IL                 | 4:1       | Nydalens SK           |
|            | Skiens BK              | 4:0       | Kragerø IF            |
|            | SBK Skiold             | 5:0       | Bygdø BK              |
|            | Skotfoss TIF           | 2:1       | SK Snøgg              |
|            | Stabæk IF              | 2:3       | SFK Trygg Oslo        |
|            | Stavanger IF           | 2:1       | IL Brodd              |
|            | Steinkjer FK           | 8:1       | Bangsund IL           |
|            | Stord IL               | 3:3 n. V. | Årstad IL             |
|            | Strømmen IF            | 2:6       | Frigg Oslo FK         |
|            | IL Tell                | 1:5       | Storms BK             |
|            | Tistedalen TIF         | 2:2 n. V. | Dæhlenengen SBK       |
|            | Torp IF                | 4:1       | SK Strong             |
|            | IF Tønsberg-Kameratene | 4:1       | Vikersund IF          |
|            | SK Ulf                 | 5:3 n. V. | Egersunds IK          |
|            | SK Vard Haugesund      | 1:2       | Viking Stavanger      |
|            | FK Ørn                 | 4:0       | IF Birkebeineren      |

### Wiederholungsspiele
| Datum      |                 | Ergebnis  |                |
| ---------- | --------------- | --------- | -------------- |
| 17.08.1930 | Dæhlenengen SBK | 3:0       | Tistedalen TIF |
|            | IL Sverre       | 1:2 n. V. | Neset FK       |
|            | Årstad IL       | 4:2 n. V. | Stord IL       |

## 2. Runde
| Datum      |                    | Ergebnis  |                        |
| ---------- | ------------------ | --------- | ---------------------- |
| 17.08.1930 | Aalesunds FK       | 7:0       | Skeid Oslo             |
|            | Bøn FK             | 1:2       | FK Lyn                 |
|            | SK Djerv           | 3:1       | Minde IL               |
|            | SBK Drafn          | 4:3       | Brann Bergen           |
|            | Eidsvold IF        | 0:7       | Lisleby FK             |
|            | Eiker SBK          | 2:2 n. V. | Fram Larvik            |
|            | SK Falk Horten     | 3:1 n. V. | Skiens BK              |
|            | Flekkefjord FK     | 2:4       | SK Ulf                 |
|            | Fredrikstad FK     | 8:2       | SBK Skiold             |
|            | Frigg Oslo FK      | 6:4       | SK Rollon              |
|            | SK Gjøa            | 1:3       | Kapp IF                |
|            | Hamar IL           | 4:2       | Grue IL                |
|            | Kongsvinger IL     | 0:5       | Lillestrøm SK          |
|            | Kvik Halden FK     | 9:0       | Vålerenga Oslo         |
|            | IF Liv             | 6:2       | Skotfoss TIF           |
|            | IF Liv             | 1:9       | Mjøndalen IF           |
|            | Moss FK            | 2:1       | IF Pors                |
|            | Odds BK            | 7:0       | IF Tønsberg-Kameratene |
|            | Orkanger IF        | 1:5       | SK Brage               |
|            | Ranheim IL         | 4:2       | SK Rapp                |
|            | Selbak TIF         | 8:0       | Ski IL                 |
|            | Start Kristiansand | 1:3       | Stavanger IF           |
|            | Steinkjer FK       | 5:1       | Namsos IL              |
|            | Storms BK          | 0:1       | FK Ørn                 |
|            | Strømsgodset IF    | 6:1       | Torp IF                |
|            | Tønsbergs TF       | 4:1       | Sarpsborg FK           |
|            | Urædd FK           | 6:0       | Holmestrand IF         |
|            | Vardal IF          | 1:2 n. V. | SFK Trygg Oslo         |
|            | Viking Stavanger   | 4:2       | FK Vigør               |
| 24.08.1930 | Dæhlenengen SBK    | 2:6       | Drammens BK            |
|            | SK Hardy           | 4:1       | Årstad IL              |
|            | FK Kvik Trondheim  | 5:0       | Neset FK               |

### Wiederholungsspiel
| Datum      |             | Ergebnis |           |
| ---------- | ----------- | -------- | --------- |
| 24.08.1930 | Fram Larvik | 6:2      | Eiker SBK |

## 3. Runde
| Datum      |                | Ergebnis     |                   |
| ---------- | -------------- | ------------ | ----------------- |
| 31.08.1930 | Aalesunds FK   | 6:3          | Selbak TIF        |
|            | SK Brage       | 3:0          | Ranheim IL        |
|            | Stavanger IF   | 4:0          | SK Djerv          |
|            | SK Hardy       | 5:4 n. V.    | SBK Drafn         |
|            | Drammens BK    | 4:4 n. V.    | Larvik Turn       |
|            | Lillestrøm SK  | 2:1          | SK Falk Horten    |
|            | Fram Larvik    | 3:2          | Kvik Halden FK    |
|            | Kapp IF        | 0:8          | Fredrikstad FK    |
|            | FK Lyn         | 2:4          | Frigg Oslo FK     |
|            | Mjøndalen IF   | 9:0          | Hamar IL          |
|            | Steinkjer FK   | 3:6          | FK Kvik Trondheim |
|            | Lisleby FK     | 6:1          | Strømsgodset IF   |
|            | FK Ørn         | 7:1          | Moss FK           |
|            | SFK Trygg Oslo | 02:2 n. V. 1 | Odds BK           |
|            | Urædd FK       | 2:0          | Tønsbergs TF      |
|            | SK Ulf         | 2:5          | Viking Stavanger  |

### Wiederholungsspiele
| Datum      |                | Ergebnis |             |
| ---------- | -------------- | -------- | ----------- |
| 07.09.1930 | Larvik Turn    | 0:3      | Drammens BK |
|            | SFK Trygg Oslo | 1:2      | Odds BK     |

## 4. Runde
| Datum      |                   | Ergebnis |               |
| ---------- | ----------------- | -------- | ------------- |
| 14.09.1930 | FK Ørn            | 6:2      | Aalesunds FK  |
|            | Frigg Oslo FK     | 10:20    | SK Brage      |
|            | Urædd FK          | 2:5      | Drammens BK   |
|            | Fredrikstad FK    | 2:0      | Fram Larvik   |
|            | Viking Stavanger  | 2:0      | SK Hardy      |
|            | FK Kvik Trondheim | 1:7      | Lisleby FK    |
|            | Odds BK           | 8:3      | Lillestrøm SK |
|            | Stavanger IF      | 3:0      | Mjøndalen IF  |

## Viertelfinale
| Datum      |                  | Ergebnis  |                |
| ---------- | ---------------- | --------- | -------------- |
| 28.09.1930 | Lisleby FK       | 2:3       | Drammens BK    |
|            | Odds BK          | 2:3       | Fredrikstad FK |
|            | Stavanger IF     | 5:4 n. V. | Frigg Oslo FK  |
|            | Viking Stavanger | 0:0 n. V. | FK Ørn         |

### Wiederholungsspiel
| Datum      |        | Ergebnis |                  |
| ---------- | ------ | -------- | ---------------- |
| 05.10.1930 | FK Ørn | 4:0      | Viking Stavanger |

## Halbfinale
| Datum      |             | Ergebnis |                |
| ---------- | ----------- | -------- | -------------- |
| 05.10.1930 | Drammens BK | 2:0      | Stavanger IF   |
| 12.10.1930 | FK Ørn      | 2:1      | Fredrikstad FK |

## Finale
| FK Ørn                                     | FK Ørn | Drammens BK | Drammens BK |
| ------------------------------------------ | --- | --- | ----------- |
| FK Ørn                                     | \| Finale \| \| 19. Oktober 1930 in Bergen (Brann-Stadion) \| \| Ergebnis: 4:2 (1:1) \| \| Zuschauer: 6.000 \| \| Schiedsrichter: Reidar Randers-Johansen \| \| Spielbericht \|   | \| Finale \| \| 19. Oktober 1930 in Bergen (Brann-Stadion) \| \| Ergebnis: 4:2 (1:1) \| \| Zuschauer: 6.000 \| \| Schiedsrichter: Reidar Randers-Johansen \| \| Spielbericht \|                  | Drammens BK |
| FK Ørn                                     | Gunnar Jacobsen – Knut Ellingsrud, Fritz Fritzon – Gudmund Fredriksen, Kjell Halvorsen, Sverre Johansen – Egil Jacobsen, Sverre Fredriksen, Gunnar Dahl, Bjørn Olsen, Alf Nielsen | Einar Christensen – Thorleif Bache Wiig, Arvid Andersen – Christian Tollefsen, Ragnvald Eriksen, Kristian Larsen – Johan Wilthil, Einar Nielsen, Hans Trogstad, Arne Svendsen, Bjarne Gundersen. | Drammens BK |
| FK Ørn                                     | 1:1 Sverre Fredriksen (16.) 2:1 Alf Nielsen oder Bjørn Olsen (52.) 3:1 Gunnar Dahl (72.) 4:2 Gunnar Dahl (85.)                                                                    | 0:1 Hans Trogstad (15.) 3:2 Hans Trogstad (83.) | Drammens BK |
| Finale                                     | | |             |
| 19. Oktober 1930 in Bergen (Brann-Stadion) | | |             |
| Ergebnis: 4:2 (1:1)                        | | |             |
| Zuschauer: 6.000                           | | |             |
| Schiedsrichter: Reidar Randers-Johansen    | | |             |
| Spielbericht                               | | |             |